# Ragnvald Smedvik
Ragnvald Smedvik (8 settembre 1894 – 8 gennaio 1975) è stato un arbitro di calcio e calciatore norvegese, di ruolo centrocampista.

## Carriera

### Giocatore

#### Club
Smedvik giocò con la maglia del Frigg.

#### Nazionale
Conta 8 presenze per la Norvegia. Vi esordì il 28 giugno 1914, nella sconfitta per 0-1 contro la Svezia.

### Dopo il ritiro
In seguito al ritiro dall'attività agonistica, diventò arbitro di calcio. Diresse la finale di Coppa di Norvegia 1918.

## Palmarès

### Giocatore

#### Club

##### Competizioni nazionali
- Coppa di Norvegia: 2

Frigg: 1914, 1916